# Волфино (Курская область)
Волфино — село в Глушковском районе Курской области. Входит в состав Веселовского сельсовета.

## География
Село находится в бассейне реки Ведьма (левый приток Сейма), в 1 км от российско-украинской границы, в 130 км к юго-западу от Курска, в 14 км к юго-западу от районного центра — посёлка городского типа Глушково, в 6,5 км от центра сельсовета — села Веселое.
Климат
Волфино, как и весь район, расположено в поясе умеренно континентального климата с тёплым летом и относительно тёплой зимой (Dfb в классификации Кёппена).
Часовой пояс
Село Волфино, как и вся Курская область, находится в часовой зоне МСК (московское время). Смещение применяемого времени относительно UTC составляет +3:00.

## Население
| 2002 | 2010 |
| ---- | ---- |
| 246  | ↘189 |

## Инфраструктура
Личное подсобное хозяйство. В селе 121 дом.

## Транспорт
Волфино находится в 8 км от автодороги регионального значения 38К-040 (Хомутовка — Рыльск — Глушково — Тёткино — граница с Украиной), на автодорогах межмуниципального значения: 38Н-051 (Глушково — Сухиновка — Волфино), 38Н-052 (Глушково — Веселое — Тёткино) и 38Н-053 (38Н-052 — Волфино), в 3,5 км от ближайшего ж/д остановочного пункта 322 км (линия 322 км — Льгов I) и в 1,5 км от закрытой ж/д станции Волфино (линия Ворожба — ст. Волфино).
В 163 км от аэропорта имени В. Г. Шухова (недалеко от Белгорода).